# Finca La Hacienda
Finca La Hacienda es un barrio perteneciente al distrito de Churriana de la ciudad andaluza de Málaga, España. Según la delimitación oficial del ayuntamiento, limita al norte con el barrio de El Cuartón; al este, con el barrio de Heliomar; y al sur, con los terrenos de la Finca de la Cónsula; y al oeste con terrenos no edificados que lo separan de los barrios de San Juan-El Albaricocal y Los Rosales.

## Transporte
En autobús queda conectado mediante las siguientes líneas de la EMT: 
| Línea | Trayecto                      | Recorrido | Frecuencia    |
| ----- | ----------------------------- | --------- | ------------- |
| 10    | Alameda Principal - Churriana | Recorrido | 25-30 minutos |